# Kaj Nohrborg
Kaj Valfrid Nohrborg, född 21 september 1926 i Falun, död 24 september 2020 i Limhamn, var en svensk skådespelare. Han var mellan 1947 och 1950 elev på Norrköping-Linköping stadsteater.
Han var far till Triangelfilms grundare Mattias Nohrborg.

## Filmografi
- 1947 – Tåg norrut
- 1948 – Flickan från fjällbyn
- 1949 – Huset nr 17
- 1954 – Seger i mörker
- 1956 – Det är aldrig för sent
- 1957 – Vägen genom Skå
- 1960 – På en bänk i en park

## Teater

### Roller (ej komplett)
| År   | Roll             | Produktion                                                | Regi                | Teater                           |
| ---- | ---------------- | --------------------------------------------------------- | ------------------- | -------------------------------- |
| 1947 |                  | Romeo och Julia William Shakespeare                       | Johan Falck         | Norrköping-Linköping stadsteater |
| 1947 |                  | Född i går Garson Kanin                                   | Johan Falck         | Norrköping-Linköping stadsteater |
| 1947 |                  | Kungens paket Staffan Tjerneld och Alf Henrikson          | Hans Dahlin         | Norrköping-Linköping stadsteater |
| 1947 |                  | Den heliga familjen Rudolf Värnlund                       | Gunnar Skoglund     | Norrköping-Linköping stadsteater |
| 1947 |                  | Venus S. J. Perelman, Ogden Nash och Kurt Weill           | Johan Falck         | Norrköping-Linköping stadsteater |
| 1948 | Peder Welamsson  | Erik XIV August Strindberg                                | Johan Falck         | Norrköping-Linköping stadsteater |
| 1948 |                  | Född i går Garson Kanin                                   | Johan Falck         | Norrköping-Linköping stadsteater |
| 1948 |                  | Det orimliga Arvid Brenner                                | Hans Dahlin         | Norrköping-Linköping stadsteater |
| 1948 | Niklas Botten    | En midsommarnattsdröm William Shakespeare                 | Stig Roland         | Norrköping-Linköping stadsteater |
| 1948 |                  | Strändernas svall Eyvind Johnson                          | Johan Falck         | Norrköping-Linköping stadsteater |
| 1948 |                  | Susanne Hans Adler och Alexander Steinbrecher             | Sandro Malmquist    | Norrköping-Linköping stadsteater |
| 1949 |                  | Cæsar och Cleopatra George Bernard Shaw                   | Johan Falck         | Norrköping-Linköping stadsteater |
| 1950 | Den gamle mannen | Utanför dörren Wolfgang Borchert                          | Johan Falck         | Norrköping-Linköping stadsteater |
| 1950 | Styrman          | U39 Rudolf Värnlund                                       | Gunnar Skoglund     | Norrköping-Linköping stadsteater |
| 1950 |                  | En vildfågel Jean Anouilh                                 | Johan Falck         | Norrköping-Linköping stadsteater |
| 1950 |                  | Tripp, Trapp, Troll Josef Halfen                          | Pär-Edward Wahlgren | Norrköping-Linköping stadsteater |
| 1950 |                  | Den respektfulla skökan Jean-Paul Sartre                  | Pär-Edward Wahlgren | Norrköping-Linköping stadsteater |
| 1955 |                  | Judas (Un nommé Judas) Claude-André Puget och Pierre Bost | Lars Barringer      | Upsala-Gävle stadsteater         |
| 1956 |                  | Boyfriend (The Boy Friend) Sandy Wilson                   | Lars Barringer      | Upsala-Gävle stadsteater         |

### Fotnoter
1. ↑  https://www.familjesidan.se/cases/ad1e5426-0ad5-454e-a794-415f4d57daee/funeral-notices
2. ↑  ”Kaj Nohrborg”. Svensk Filmdatabas. http://sfi.se/sv/svensk-filmdatabas/Item/?type=PERSON&itemid=62919&ref=%2ftemplates%2fSwedishFilmSearchResult.aspx%3fid%3d1225%26epslanguage%3dsv%26searchword%3dKaj+Nohrborg%26type%3dPerson%26match%3dBegin%26page%3d1%26prom%3dFalse. Läst 18 augusti 2012.
3. ↑  ”'Judas' i Uppsala”. Dagens Nyheter:  s. 13. 7 december 1955. https://arkivet.dn.se/tidning/1955-12-07/332/13. Läst 29 januari 2022.
4. ↑  Hl (17 maj 1956). ”Crazyoperett i Uppsala”. Dagens Nyheter:  s. 14. https://arkivet.dn.se/tidning/1956-05-17/132/14. Läst 29 januari 2022.